# カンタベリー大学
カンタベリー大学（カンタベリーだいがく; 英語: University of Canterbury・マオリ語: Te Whare Wānanga o Waitaha 略称：UC）は、ニュージーランド南島クライストチャーチ市に所在する大学。

## 歴史
1873年にニュージーランド大学カンタベリー・カレッジとして創立。ニュージーランド大学のカレッジとしては第1校目、高等教育機関としてはオタゴ大学に続き第2校目の大学となる（詳細については「ニュージーランド大学」の項目を参照）。
オックスブリッジのカレッジ制をモデルに創立されたが、創立当初より女学生の入学を認めた点がオックスブリッジとの違いである。
1961年の連邦大学制の廃止に伴い独立した大学機関として運営を行える大学自治権を取得。1961年から1990年まで構成大学校（学部扱い）としてカンタベリー農業カレッジ（現在のリンカーン大学）を併設した。
創立から1974年まで、クライストチャーチ・シティ・センターに校舎を設置したが、学生数の増加に伴い旧校舎が手狭になったことに加え、旧校舎保全目的のため1974年にアイラム地区へ移転。1974年まで使用された旧校舎はクライストチャーチ・アートセンターへ改称された現存している（詳細については「クライストチャーチ・アートセンター」の項目を参照）。校舎がアイラム地区へ移転後も、一部の施設は旧校舎（現クライストチャーチ・アートセンター）に留まり使用されている。
ニュージーランドの高等教育機関で唯一「ニュージーランド森林学術院 (New Zealand School of Forestry)」に森林学課程を設置し、ニュージーランドの主力輸出品の一つである樹木の専門家を養成している。
創立130年を超える法科学術院（法学部）は国内外より高い評価を得ている名門校である。
国際南極大学 (IAI) 協力校として大学院修士・博士課程に「南極学プログラム」を設置している。
2007年1月にクライストチャーチ教育大学 (英称: Christchurch College of Education (CCE) - 1877年開校) を統合し教育学術院（教育学部）として再編した。

## 大学構成
大学運営および大学自治は学長、各学術院と法科学院、教職員、学生協会より選出される学生代表により構成される大学評議会が運営する。大学評議会は大学理念・予算執行・学術編成・環境配備など、大学運営に必要な政策提言・立案・協議・決定事項に参加する。
大学運営の最高責任者は副総長 (Vice Chancellor, 学長扱い)。総長 (Chancellor) は終身の名誉職であり、大学運営に直接関与することはない。教務と技術担当の副学長 (Deputy-Vice Chancellor)、各学術院長 (Pro-Vice Chancellor) は理事職扱いとなる。各学術院と法科学院の学部長 (Dean) は教育上の責任者を務める。
2009年1月に大規模な学部再編成を行った。

## 校舎

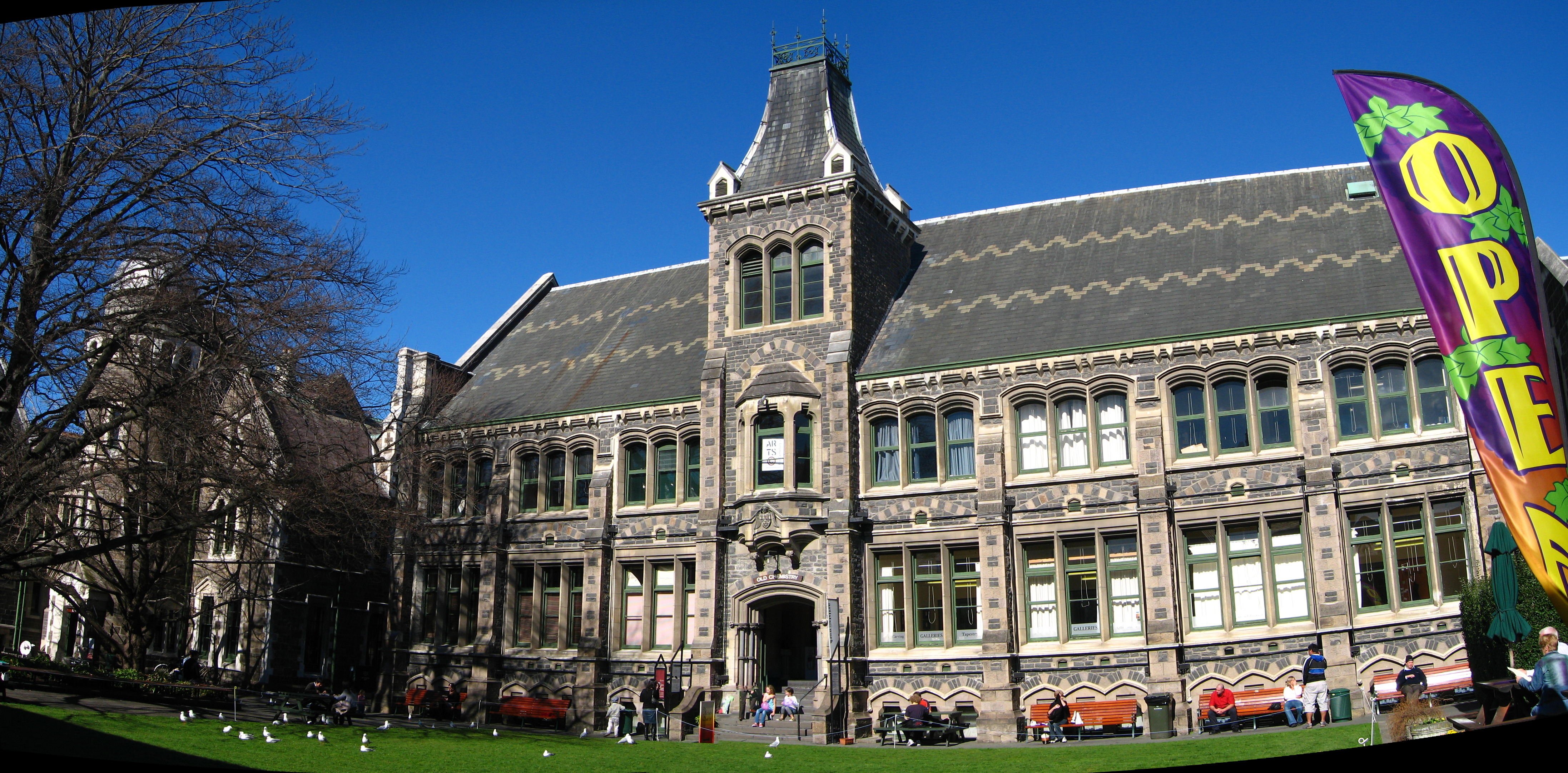
旧化学部校舎

第二次世界大戦終結後、学生数増加に伴い、1949年6月18日に校舎移転を決定。新校舎をアイラム地区へ建設することが決定する。しかし、新校舎建設計画決定から用地買収、建設計画の概要設定までに時間を要し、1956年 -1957年に美術学部と工学部の一部校舎が完成。大部分の校舎は未完成のため1974年まで旧校舎と新校舎に分かれ講義・演習を行う。1974年に新校舎への完全移転を完了したが、旧校舎である「クライストチャーチ・アートセンター」内の一部施設は現在もカンタベリー大学附属施設となっている。
アイラム校舎は約76万平方メートル (76 ha) の敷地に5つの学術院（人文科学、商学・経済学、教育学、工学、理学）、法科学術院（法学部）、中央図書館のほか、3つの専門図書館、6つの学生寮が所在している。
2007年1月1日付けで教員養成校であるクライストチャーチ教育大学を統合。地図上では本部校舎をアイラムキャンパス、旧クライストチャーチ教育大学校舎をダブデールキャンパスと表記するが使用頻度は低い。
学生会館内に劇作家で卒業生のナイオ・マーシュを記念し「ナイオ・マーシュ劇場」（座席数433席）が設置されている。
カンタベリー地震
カンタベリー地震の影響で校舎全域に被害を受け商学部講堂と大学事務塔が修理対象となり、1957年に完成した工学部講堂の取り壊しが決定した。地震の影響で新入生の入学率が25%減少、高額な学費を支払う外国人留学生が30%減少、既存学生が8%減少し、総学生数では前年比13%の減少。大学は財政的危機に直面し2011年10月、教職員を対象に3000名の希望退職者の募集を開始した。

## 学術組織
- College of Arts

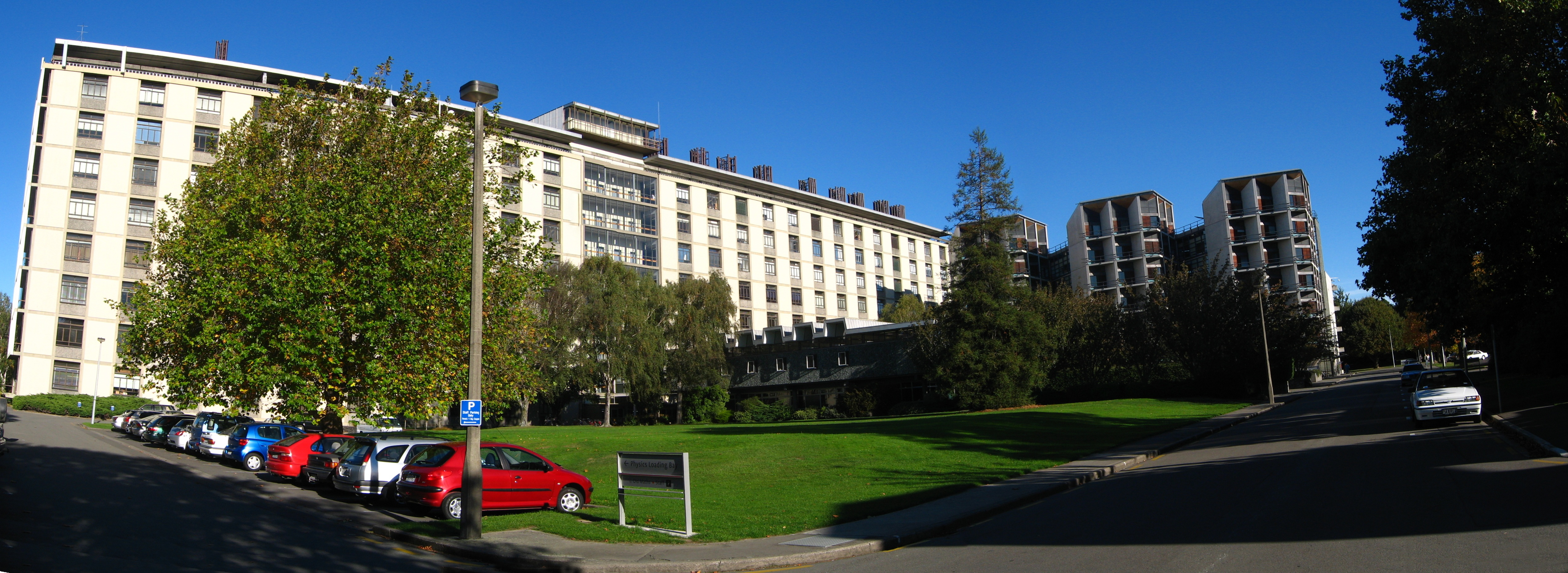
物理学棟

  - the School of Humanities
  - the School of Social and Political Sciences
  - the School of Languages, Cultures and Linguistics
  - the Centre for Fine Arts, Music and Theatre and Film Studies
  - the School of Social Work and Human Services
  - the School of Maori and Indigenous Studies
  - the Macmillan Brown Centre for Pacific Studies

- College of Business and Economics
  - the Department of Accounting and Information Systems (ACIS)
  - the Department of Economics and Finance (ECON)
  - the Department of Management (MGMT)
  - The National Centre for Research on Europe (NCRE)
  - Master of Business Administration (MBA)

- College of Education
  - School of Educational Studies and Human Development
  - School of Maori, Social and Cultural Studies in Education
  - School of Literacies and Arts in Education
  - School of Sciences and Physical Education

- College of Engineering
  - the Centre for Bioengineering
  - the Department of Chemical and Process Engineering (CAPE)
  - the Department of Civil and Natural Resoueces Engineering
  - the Department of Computer Science and Software Engineering (CSSE)
  - the Department of Electrical and Computer Engineering (ECE)
  - the Mathematics and Statistics Department
  - the Department of Mechanical Engineering
  - the School of Forestry (New Zealand School of Forestry)

- College of Science
  - the School of Biological Sciences
  - the Department of Chemistry
  - the Department of Communication Disorders
  - the Department of Geography
  - the Department of Geological Sciences
  - the Department of Physics and Astronomy
  - the Department of Psychology
  - the Gateway Antarctica research centre

- School of Law

## 図書館
中央図書館
ジェームズ・ハイト棟3階から12階を使用（出入口は2階）。中央図書館として業務を担当し、全学術院関連学術書・論文・電子ジャーナル等の所蔵と管理を担当。演習室・コンピュータ室、1階部分にカフェテリアと学生ロッカーが設置されている。
工学図書館 (EPS)
工学・理学・森林学関連学術書を所蔵。工学棟内に設置されている。
教育図書館
教育学・マオリ学関連学術書を所蔵。ダブデールキャンパス内ヘンリー・フィールド棟に設置されている。
マクミラン・ブラウン図書館
文学・美学・芸術学・太平洋諸島関連学術書の所蔵と、貴重資料の管理を担当。正式名称は「ジョン・マクミラン・ブラウン図書館」。女性学の発展に貢献したブラウン教授の名を取り命名された。

## 学生寮
各学生寮はカンタベリー大学に所属しているが寮運営は独立している（一部の寮では外部委託）。入寮基準や寮費は各寮・各棟ごとに異なる。

| 寮名                                                                       | 開寮年             | 部屋数 | 備考 |
| -------------------------------------------------------------------------- | ------------------ | ------ | --- |
| ビショップ・ジュリアス・ホール(Bishop Julius Hall)                         | 1917               | 107    | 第2代クライストチャーチ主教を務めたチャーチル・ジュリアスの提案により1917年8月23日創設された学生寮。当初は教会施設としての運営を予定していたが実現せず、女子寮「ビショップズ・ホステル」として開寮。開寮当初から1993年まで女子寮として運営されたが1993年から男子学生の受け入れを始め現在は男女共同寮。 |
| カレッジ・ハウス (College House)                                           | 1850               | 152    | 1850年クライスト・カレッジの施設として創立。学生寮としてはニュージーランド最古の歴史を持つ。1957年にクライスト・カレッジから独立。1966年にカンタベリー大学の学生寮としてアイラム地区へ移転。創立当初から1990年まで男子寮であったが1990年から女学生の受け入れを認め現在は男女共同寮。オックスブリッジのカレッジ制を採用し、夕食時にガウンを着用し、元寮生やゲストを招いた食事会を定期開催するなど、古き伝統を色濃く残す学生寮である。オタゴ大学セルウィン・カレッジとの間で定期交流会を開催している。寮独自の同窓会組織、奨学金制度を持ち、寮生同士の結束力が非常に強い。同窓会組織はクライストチャーチ本部の他、オークランド・ウェリントン・ オーストラリアメルボルン・ イギリスロンドンに支部を持つ。2010年9月にはカレッジ・ハウス創立160周年式典をロンドン支部同窓会としてウェストミンスター寺院で挙行した。入寮水準が非常に高い名門寮。 |
| ロチェスター・アンド・ラザフォード・ホール (Rochester and Rutherford Hall) | 1984               | 178    | ロチェスター・ホール（1956年開寮）とラザフォード・ホール（1971年開寮）が1984年に統合した寮。運営母体はエキュメニカル協会。寮内に教会施設を所有し「ニュージーランド・カトリック教会」と「ニュージーランド長老派教会」からそれぞれ専任牧師が派遣されている。寮名はケント州ロチェスター主教を務めた聖人ジョン・フィッシャーと科学者アーネスト・ラザフォードから命名された。 |
| ソノダ・クライストチャーチ・キャンパス (Sonoda Christchurch Campus)        | 1993               | 90+    | 宿舎と夕食のみを提供する学生寮。旧クライストチャーチ教育大学キャンパス（ダブデールキャンパス）に所在する。 |
| ユニヴァーシティー・ホール (University Hall)                               | 1997               | 557    | 1974年建設の学生寮（3棟）と、第10回コモンウェルスゲームズ・クライストチャーチ大会選手村宿舎として使用された別館により構成される学生寮。1997年に新設された学生寮（5棟）と合わせ557人が入居可能。食事提供を行う寮としてはカンタベリー大学最大規模の学生寮である |
| アイラム・アパートメンツ (Ilan Apartments)                                 | 1970's, 2000, 2007 | 174    | 入居形態の異なる3棟の総称。2〜6部屋で台所・手洗い・風呂場・洗濯場・居間を共同使用。845人が入居可能。自炊寮のため大学院生も入居可。2012年からは寮独自に食事提供を行う（食事提供は入居者の任意選択）。 |

| 閉寮名                                     | 開寮年 - 閉寮年 | 部屋数 | 備考 |
| ------------------------------------------ | --------------- | ------ | --- |
| ヘレン・コノン・ホール (Helen Connon Hall) | 1918 - 1974     | ?      | 1918年に女子寮として開寮。1930年に改築しその後男女共同寮となるが大学移転に伴い1974年に閉寮。寮名はカンタベリー大学に入学が認められた初の女学生ヘレン・コノンから命名された。 |

## 著名な卒業生

### 政治
- クリストファー・ラクソン（第42代ニュージーランド首相、元ニュージーランド航空CEO）
- ジョン・キー（第38代ニュージーランド首相、元メリルリンチ外国為替本部長）
- ビル・ローリング（第30代ニュージーランド首相）
- ドン・ブラッシュ（第9代ニュージーランド準備銀行総裁、元世界銀行エコノミスト）
- フェレティ・セベレ（トンガ王国第14代首相）
- アノテ・トン（キリバス共和国第5代大統領）
- マイケル・カレン（元ニュージーランド労働党副党首、元財務相）
- ロドニー・ハイド（ACTニュージーランド党党首）
- ルース・リチャードソン（元財務相）
- パンジー・ウォン（元女性問題担当相）

### 行政
- ローズマリー・バンクス（OECDニュージーランド政府代表部特命全権大使）

### 法曹
- マイケル・マイヤーズ（英語版）（元ニュージーランド最高裁判所長官）

### 学術
- アーネスト・ラザフォード（物理学者、ノーベル化学賞受賞者）
- J・G・A・ポーコック（政治学者、ジョンズ・ホプキンス大学教授）
- ジョン・マクミラン（経済学者、スタンフォード大学経営大学院教授）
- デイヴィッド・ティース（経営学者、カリフォルニア大学バークレー校ハース・ビジネススクール教授）
- ニール・チェリー（環境学者、物理学者、リンカーン大学准教授）
- ロイ・カー（数学者、カンタベリー大学名誉教授）
- ベアトリス・ティンズリー（天文学者、宇宙物理学者、テキサス大学教授）
- ウイリアム・ヘイワード・ピカリング（物理学者、ロケット科学者、カリフォルニア工科大学名誉教授）
- マイケル・コリンズ（構造家、トロント大学教授）

### 芸術
- ダグラス・リルバーン（作曲家、ヴィクトリア大学ウェリントン教授）
- マーガレット・マーヒー（作家）
- リタ・アンガス（画家）
- ユアン・マクラウド（画家、美術家）
- サム・ニール（俳優 (中途退学)）
- ヴィンセント・ウォード（映画監督、映画プロデューサー）
- ナイオ・マーシュ（作家、劇作家）
- エレノア・カットン（作家）

### 報道
- 中垣正太郎（テレビ東京アナウンサー）